# توسع حنكي

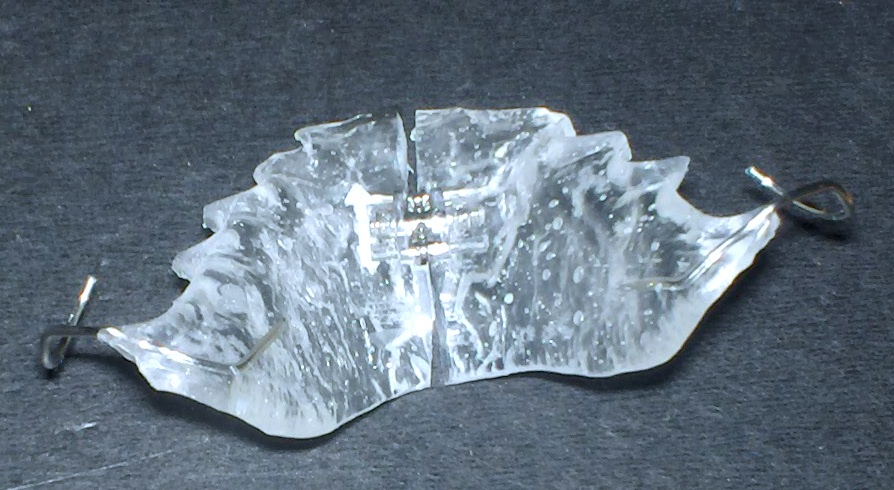
موسع الحنك

موسع الحنك (بالإنجليزية: Palatal expander)‏ هو جهاز تابع لمجال تقويم الأسنان، يوسع الفك العلوي لتتطابق الأسنان السفلية والعلوية معًا بشكل أفضل ولمعالجة مشكلات الفكين. يستخدم موسع الحنك بشكل واسع في فترة الطفولة والمراهقة من عمر 8 إلى 18 عامًا إذ يكون الجسم في طور النمو ويمكن تحريك العظام بسهولة إلا أن استخدامه للبالغين ممكن لكنه قد يسبب إزعاجًا للمريض ويستغرق وقتًا أطول. تعتبر عملية توسيع الفك جراحيًا بديلًا عن جهاز موسع الحنك للذين لا يفضلون الانتظار لعدة أشهر.
يجب أن يبدأ التوسع الحنكي قبل أو أثناء طفرة النمو للحصول على نتائج أفضل في توسع العظم الحنكي، أما إذا بدأ التوسع الحنكي بعد طفرة النمو سيتغير موقع الأسنان بدلًا من توسع العظم الحنكي ما يؤدي إلى انحراف الأسنان إلى الجهة الشدقية.

## دواعي الاستخدام
يستخدم موسع الحنك لمعالجة اختلاف العرض بين الفكين العلوي والسفلي إذا كان الفرق يساوي أو يزيد عن 4 ملم. يُقاس الفرق بين عرض الفكين من الجزء الخارجي الأضراس الأولى في الفك العلوي مع الجزء الخارجي للأضراس الأولى في الفك السفلي، مع العلم أن الأسنان ستنحرف إلى الجهة الشدقية لتعويض فرق الفكين. يستخدم موسع الحنك أيضًا في علاج الشق السنخي وفي زيادة المساحة في الفك العلوي لعلاج ازدحام الأسنان.

## الأنواع

### موسع الحنك السريع
يعمل موسع الحنك السريع على إحداث توسع مقداره 0.5 – 1 ملم يوميًا، ويعمل بتحريك برغي موجود في منتصف الموسع يدويًا لعدة مرات يوميًا من قِبل المريض لتحريك أذرع الموسع وبالتالي توسيع الفك العلوي تدريجيًا، يبقى موسع الحنك السريع في فم المريض لمدة 3 – 6 أشهر لكي يشغل العظم الفراغات المتكونة نتيجةً للتوسع. يرافق المثبات التقويمي للأسنان موسع الحنك السريع في هذه الفترة العلاجية للحفاظ على الأسنان في موقعها أثناء التوسع.

#### التأثيرات
يتكون فراغ بين الأسنان الأمامية العلوية وهو ما يعرف بفلج الأسنان بعد استخدام موسع الحنك وقد يحتاج المريض إلى تقويم الأسنان لغلقها.
يستغرق مستخدمو موسع الحنك لأول مرة أسبوعًا أو أسبوعين للتعود على الأكل والتحدث.

### موسع الحنك البطيء
تعمل تقنيات التوسع البطيء على توسيع الفك العلوي ولكن بمعدل توسع أبطأ بكثير إذا ما قورن بتقنية توسع الحنك السريع. يُطلب من المريض لف البرغي الموجود في منتصف الموسع أربع مرات في الأسبوع بمقدار توسعي يقارب 1 ملم. يبقى الموسع في حنك المريض لمدة 8 – 10 أسابيع مع لف البرغي بنفس المعدل في هذه الفترة. يحقق موسع الحنك البطيء تغيرات متساوية في العظم والأسنان على عكس موسع الحنك السريع الذي يوسع العظم في البداية فقط.  
يعتبر الموسع البطيء أكثر ملائمة لفسيولوجية الفك ولا يسبب ألمًا مقارنةً بموسع الحنك السريع، بالإضافة إلى تمدد ألياف ما حول الأسنان التي تغلق الفراغات بعد التوسع.

### موسع الحنك بغرسات الأسنان
هو تقنية مطورة من توسع الحنك السريع تتضمن إضافة غرستين أو أربع غرسات في الفك العلوي لتثبيت الموسع، إذ أن القوى تُسلط على عظم الفك العلوي بدلًا من تسليطها على الأسنان. تستخدم هذه التقنية مع البالغين على وجه الخصوص لتحقيق نتائج عملية توسيع الفك جراحيًا ولكن باستخدام الجهاز الموسع. يُنصح باستخدام موسع الحنك جنبًا إلى جنب مع العملية الجراحية لتوسيع الفك لتحقيق نتائج أفضل إذا كان المريض ذكرًا بالغًا.
يتميز موسع الحنك بغرسات الأسنان بأنه غير مؤذٍ إذا ما قورن بعملية توسيع الفك جراحيًا، كما أظهرت الدراسات الحديثة أنه فعال في علاج انقطاع النفس الانسدادي النومي.

### موسع الحنك السريع مع التوسيع الجراحي
تلتحم أنسجة الحنك بشقيه تمامًا بعد أن يصل المريض سن البلوغ. يستخدم موسع الحنك إذا عانى المريض من ضيق في قوس الفك العلوي، ولكن مع نضوج الحنك يجب أن يدخل جراح الوجه والفكين الموسع الحنكي جراحيًا في الدرز الحنكي الناصف.
تبدأ العملية الجراحية بقطع الحنك إلى نصفين من منطقة الدرز الحنكي الناصف ويدخل الجراح الموسع الحنكي في منتصف حنك المريض ثم يوصل مختص تقويم الأسنان الموسع الحنكي بالأضراس العلوية عن طريق حلقات.

## التأثيرات الجانبية لموسع الحنك
- مشاكل وصعوبة في نطق بعض الحروف مثل حرف السين والتاء والراء.[12]
- ألأم شديد وصداع يرافق ارتداء موسعات الحنك وعند لف البرغي أيضًا.
- تقرحات على اللسان بسبب ملامسة الضامات المعدنية المثبتة على الأسنان.[12]
- فلج الأسنان العلوية.
- زيادة انبثاق الأسنان الخلفية.[13]
- ظهور فراغات في العظم من الجهة الشدقية.
- ضغط الرباط اللثوي بالقرب من الأسنان الخلفية
- زيادة في سمك العظم من الجهة اللسانية وقلة في سمك عظم من الجهة الشدقية.
- يثبط العظم الوجني من تمدد الحنك من الجهة الخلفية لذلك يميل التوسع للحدوث في الجهة الأمامية أكثر من الخلفية.[13]

## مقدار التوسع
يحتاج كل مريض مقدار معين من التوسع نظرًا لحالة الإطباق بين فكيه العلوي والسفلي. بصورة عامة يجب توسيع الفك العلوي إلى الحد الذي تلامس فيه الشرفة اللسانية للأسنان العلوية الخلفية للشرفة الشدقية للأسنان السفلية الخلفية.

## التاريخ
أبلغ ويستكوت لأول مرة عن تطبيق قوى ميكانيكية على الفك العلوي في عام 1859. نشر ايمرسون أنجل أول ورقة بحثية حول التوسع الحنكي عام 1860 إذ وضع برغي بين الضواحك العلوية لفتاة تبلغ 14 عامًا لمدة أسبوعين وقد لاحظ زيادة في توسع الفك العلوي.
طور والتر كوفين نابضًا لتوسيع الفك العلوي في عام 1877، لكن عارضه رئيس جمعية طب الأسنان الأمريكية ماكيالين في عام 1889، لكن أُعيد النظر في تلك الفكرة عام 1910 عندما وحد جودارد بروتوكول عدد مرات التوسيع في اليوم وجعلها مرتين في اليوم لمدة ثلاثة أسابيع.
قدم الدكتور أندرو هاس جهاز التوسيع الخاص به إلى الولايات المتحدة في عام 1956 وأسماه موسع هاس، كان أيضًا من أوائل الأشخاص الذين أبلغوا عن زيادة عرض الأنف وزيادة محيط الفك ومظاهر سوء الإطباق مثل العضة المفتوحة.
قدم روبرت إم ريكيتس جهازًا رباعي الحلقات في عام 1975 والذي كان تحديثًا لجهاز والتر كوفين. قدم بيدرمان جهازًا أسماه موسع هايراكس في عام 1968.